# Samasatta
Samasatta é uma cidade do Paquistão localizada na província de Punjab.